# Матвеевский район (Татарстан)
Матвеевский район (тат. Матвеевка районы) — бывший административный район Татарской АССР с центром в селе Старая Матвеевка, существовавший в 1944—1954 годах.

## История
Матвеевский район был образован 19 февраля 1944 года из частей Калининского и Мензелинского районов.
По данным на 1 января 1948 года в районе было 18 сельсоветов: Аюский, Бикбуловский, Верхне-Темирганский, Верхне-Юшадинский, Иркеняшский, Калтаковский, Кзыл-Тюбякский, Кузлуковакский, Маткаушский, Николаевский, Ново-Мазинский, Ново-Тамбовский, Русско-Каранский, Русско-Мушугинский, Старо-Александровский, Старо-Матвеевский, Татарско-Мушугинский и Чупаевский.
8 мая 1952 года район вошёл в состав Чистопольской области Татарской АССР, а 21 февраля 1953 года — в состав Бугульминской области. 30 апреля 1953 года в связи с ликвидацией областей был возвращён в прямое подчинение Татарской АССР.
22 ноября 1954 года Матвеевский район был упразднён, а его территория передана в Калининский и Мензелинский районы.